# Curentul Cromwell

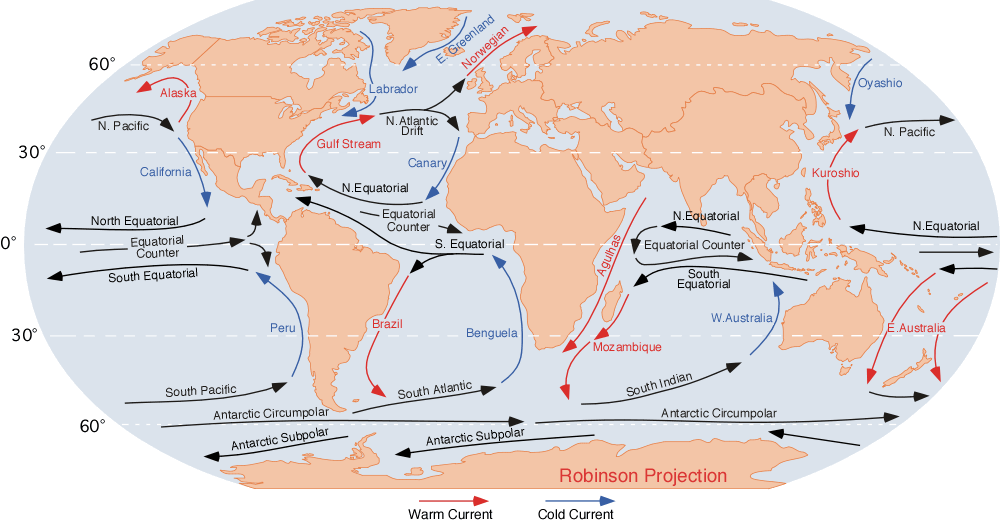
Harta curenților oceanici

Curentul Cromwell (de asemenea, numit "Curentul Subteran al Pacificului Ecuatorial" sau doar "Curentul Subteran Ecuatorial") este un curent subteran care curge spre est, în Oceanul Pacific.

## Istoria
În 1951, cercetătorii de la bordul US Fish și Wildlife Service, o navă de cercetare, au observat că echipamentele lor sub apă pluteau în derivă spre est. Acest lucru a fost neobișnuit, deoarece curenții de suprațată din Oceanul Pacific curg spre vest la ecuator. (Aceștia urmează direcția vânturilor). În anul următor Townsend Cromwell a condus o expediție de cercetare pentru a investiga modul în care curenții de ocean variază în funcție de adâncime. Ei au descoperit un curent care curgea rapid spre est, în straturile adânci de sub suprafața apei.

## Townsend Cromwell
Townsend Cromwell a fost un pasionat surfer, înotător și oceanograf. A murit în 1958, când avionul său s-a prăbușit în drum spre o expediție oceanografică.

## Date generale
- Lățime:Acesta are 400 km lățime și curge spre est.
- Adâncime: Punctul de inversare, când apa începe să curgă spre est, este la aproximativ 40 m adâncime. Curentul se duce în jos până la aproximativ 400 m.
- Debit: Debitul total este de până la aproximativ 30 000 000 de metri cubi pe secundă (de 1000 de ori mai mult decât Fluviul Mississippi) . Viteza este în jur de 1,5 m / s (aceasta este de aproximativ două ori mai mare decât viteza curentului de la suprafață).
- Lungime:13,000 km.

## Particularitate
Curentul Cromwell este cel mai mare râu submarin. 

## Interacțiunea cu El Niño
El Niño este o inversare a situației normale în Oceanul Pacific. Apa de la suprafață este suflată spre vest de vânturi care bat predominant spre vest și apa mai adâncă este forțată în sus să o înlocuiască. Apa caldă este dirijată de-a lungul coastelor de est ale Pacificului. În anii în care nu apare El Niño, curentul Cromwell este obligat să iasă la suprafață de vulcanii subacvatici de lângă Insulele Galápagos. (Acest fenomen se numește ascensiunea apelor din adâncime). Cu toate acestea în timpul anilor cu El Niño, curentul nu iese la suprafață în acest fel. Apele din jurul insulelor sunt, prin urmare, considerabil mai calde pe parcursul anilor El Niño decât în anii normali.

## Efectul asupra vieții sălbatice
Curentul Cromwell este bogat atât în oxigen cât și în nutrienți. Un număr mare de pești sunt concentrați în el. Ascensiunea apelor din adâncime se produce în apropiere de insulele Galápagos. Acest lucru aduce nutrienți la suprafață pentru pinguinul de Galápagos. Ascensiunea apelor din adâncime, cu toate acestea, este un fenomen sporadic, nereușind să apară în mod regulat și astfel aprovizionarea cu nutrienți vine și pleacă. Pinguinii au mai multe adaptări pentru a face față acestui lucru, inclusiv versatilitate în obiceiurile lor de reproducere.

## Posibilul efect asupra climei
Efectul acestui curent asupra climei mondiale, nu este prea bine înțeles, în momentul de față.